# Paul Theodor Range

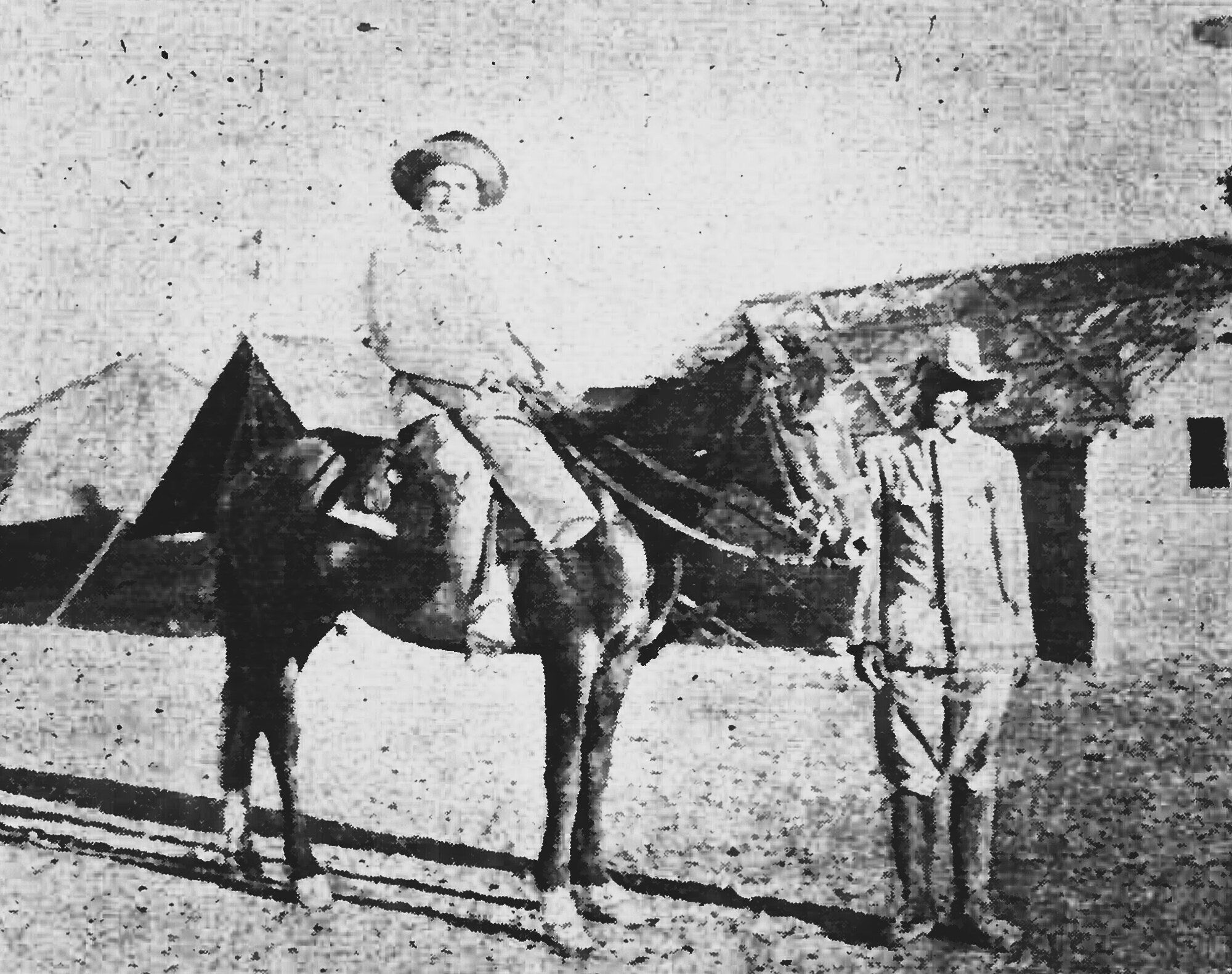
Range (1908), Baia di Lüderitz

Paul Theodor Range (Lubecca, 1º maggio 1879 – Lubecca, 29 agosto 1959) è stato un naturalista e geologo tedesco.

## Biografia
Studiò scienze naturali presso le università di Würzburg e Lipsia, conseguendo il dottorato nel 1903. Dal 1906 al 1914 lavorò come geologo di governo nell'Africa Tedesca del Sud-Ovest, e successivamente svolse degli studi scientifici nella penisola del Sinai. Dal 1921 fece l'insegnante di geologia presso l'Università di Berlino, diventando un professore associato nel 1934. Nel 1936 fu nominato presidente della Deutschen Geologischen Gesellschaft.
Il geco di sabbia Namib (Palmatogecko rangei, sinonimo di Pachydactylus rangei) commemora il suo nome, essendo circoscritto nel 1908 dall'erpetologo Lars Gabriel Andersson.

## Opere
- Das Diluvialgebiet von Lübeck und seine Dryastone : nebst einer vergleichenden Besprechung der Glazialpflanzen führenden Ablagerungen überhaupt, 1903.
- Geologische Übersichtskarte des deutschen Namalandes, 1912.
- Beiträge und Ergänzungen zur Landeskunde des deutschen Namalandes, 1914.
- Ergebnisse von bohrungen in Deutsch-Südwest-Afrika, 1915.
- Die flora der Isthmuswuste, 1921.
- Die küstenebene Palästinas. Mit geologischer übersichtskarte im maszstab 1:250000, 1922.
- Begleitworte zur geologischen Karte der Isthmuswüste, 1922.
- Die isthmuswüste und Palästina, 1926.[3][4]